# Prošek
Pod prošekom se podrazumijevaju dalmatinska desertna vina koja po sorti vinove loze i načinu proizvodnje mogu biti vrlo različita. Njihova boja, miris bouquet (buke), kao i ukupna kvaliteta međusobno se razlikuju.
Povijest proizvodnje seže daleko u prošlost. Talijanski putopisac i istraživač Albero Fortis je u knjizi "Put po Dalmaciji" 1774. godine među prvima spomenuo prošek, slatko vino. Ranije ga je spomenuo Petar Hektorović u "Ribanju i ribarskom prigovaranju" kao slatko vino važno za pripremu starogrojskog paprenjoka (1566. godine).
U vrijeme SR Hrvatske, velike vinarije iz Šibenika i Splita pokušavale su plasirati vinske sorte i na europsko tržište. Jedno od vodećih vina iz tog razdoblja je "Dioklecijan" koji je najviše zbog svoje povoljne cijene ostvario određenu popularnost u inozemstvu. Po kvaliteti se "Dioklecijan" nije mogao mjeriti s vodećim markama svjetskih vina. U međuvremenu se kvaliteta ovoga vina popravila.

## Proizvodnja i karakteristike
Prošek se proizvodi i njeguje metodom passito. Prezrelo grožđe pažljivo se skupi te na slamnatim podlogama ili drvenim leđima suši oko jednoga tjedna. Gubitkom tekućine povećava se udio šećera. Kod kvalitetnijih proizvoda tako se pripremljeno grožđe prebacuje u bačvu gdje se uz hlađenje ostavlja da vrije sve dok vrenje na dostigne 13 do 15 % vol. kada samo prestane.
Ta vina, i usprkos znatnoj razgradnji šećera tijekom vrenja, na kraju sadrže oko 120 grama šećera po litri. Sastav osnovnih vina vrlo je različit. Najčešće i najdominantnije sorte su bogdanuša, maraština, vugava i dubrovačka malvasija, plavac mali, crljenak i babić.
Vina s velikim udjelom bogdanuše imaju osvježavajući ostatak kiseline te osim težine i slatkoće djeluju lagano i živo. Na osnovi vugave napravljeni prošeci podsjećaju često na slatki šeri. Najbolji prošeci napravljeni su od malog plavca i babića kao i od cuvée bogdanuše i vugave.
Specifikacija proizvodnje prošeka je objavljena u NN 2013. godine i zaštićena je kao tradicionalan izraz (EU legislativa TSG).

## Prepreke s imenom
U hrvatskim medijima objavljena je vijest da se ulaskom u Europsku uniju, odnosno od 1. srpnja 2013. godine, naziv "prošek" više neće moći koristiti, pa čak ni do iskorištenja zaliha. Smatralo se da Europska komisija misli da bi korištenje tradicionalnog izraza "prošek" dovelo do visokog rizika zbunjivanja potrošača, jer takav naziv fonetski podsjeća na zaštićenu oznaku izvornosti "Prosecco", koju je zaštitila Italija i već postoji u Europskoj uniji. Nedugo nakon toga otkrilo se da je Ministarstvo poljoprivrede krivo protumačilo odredbe te da se ime "prošek" i dalje smije koristiti i nakon ulaska Hrvatske u Europsku uniju.

### Prošek i Prosecco
Prošek je desertno (specijalno) vino iz Dalmacije zaštićeno kao tradicijski izraz. Spada u skupinu passito vina (vina od prosušenog grožđa).
Prosecco je suho pjenušavo vino koje dolazi iz Italije iz gradova Valdobbiadene i Conegliano, iz regije Veneto. Prosecco je također naziv za aromatičnu sortu grožđa od koje se proizvodi istoimeni pjenušac. Sorta se još naziva i glero. Prosecco se najčešće proizvodi kao frizzante vino, što znači da je blago pjenušavo. Rjeđe se proizvodi kao je spumante vino, što označava izrazito pjenušavo vino te izrazito rijetko se proizvodi kao mirno vino. Ima jako mali postotak alkohola, 11 - 12 %. Prosecco također nije šampanjac, koji pak dolazi iz Francuske. Većina prosecca se proizvodi Charmat metodom, a ne klasičnom metodom ili metodom u boci kako se proizvode šampanjci.
- ".[5]

## Unutarnje poveznice
- Prosecco
- Grasecco, pjenušavo vino od graševine[6]
- Grazzano[7]

## Vanjske poveznice
- Croatian Wine Organization  Arhivirana inačica izvorne stranice od 10. srpnja 2017. (Wayback Machine)